# Raphidia bavarica
Raphidia bavarica är en halssländeart som beskrevs av Hagen 1867. Raphidia bavarica ingår i släktet Raphidia och familjen ormhalssländor. Inga underarter finns listade i Catalogue of Life.